# José Oscar Flores
José Oscar „Turu” Flores Bringas (ur. 16 maja 1971 w Buenos Aires) – argentyński piłkarz z obywatelstwem hiszpańskim występujący na pozycji napastnika, reprezentant Argentyny, trener piłkarski.
W sierpniu 1999 otrzymał obywatelstwo Hiszpanii.